# Strongylognathus caeciliae
Strongylognathus caeciliae är en myrart som beskrevs av Auguste-Henri Forel 1897. Strongylognathus caeciliae ingår i släktet Strongylognathus och familjen myror. IUCN kategoriserar arten globalt som sårbar. Inga underarter finns listade i Catalogue of Life.

## Bildgalleri

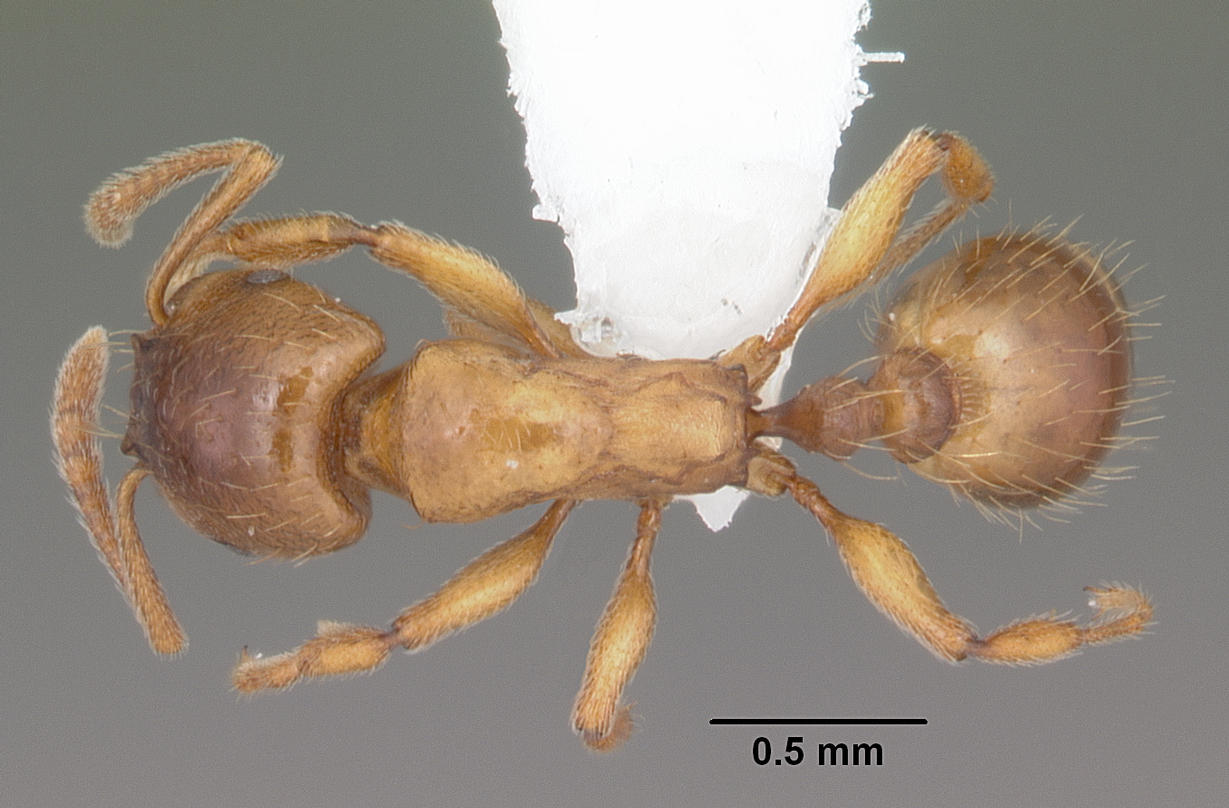
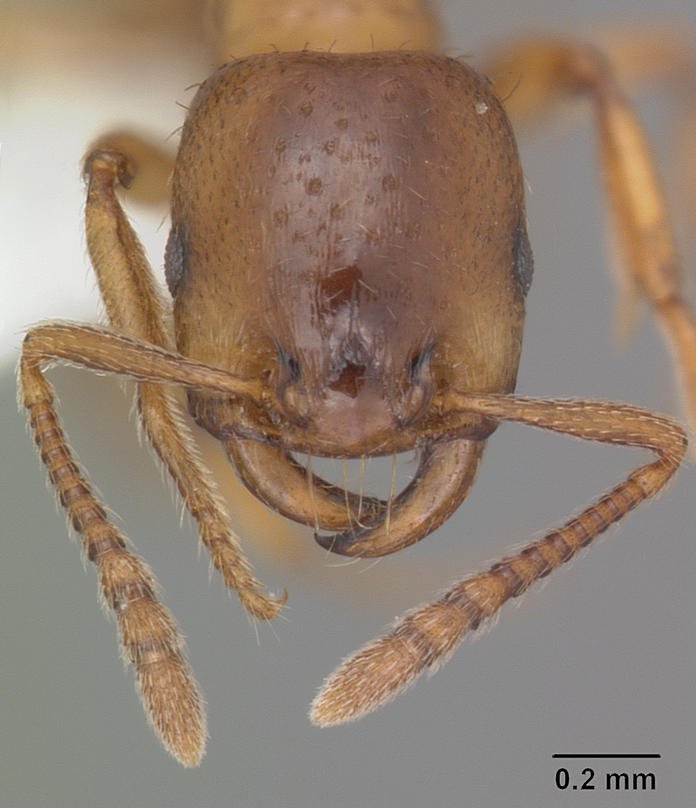
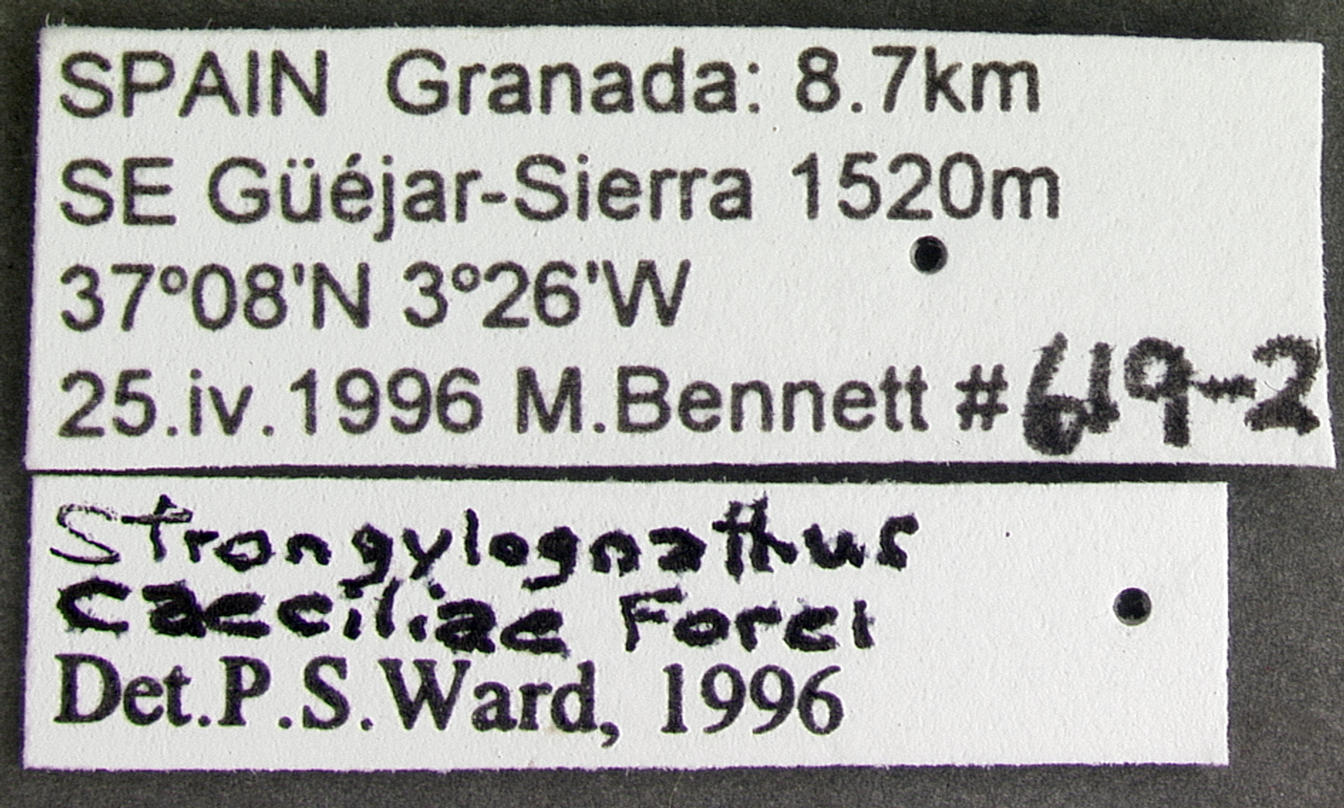